# Bukketorn (slægt)
Bukketorn (Lycium) er en slægt, som er udbredt i Europa, Mellemøsten, Central- og Østasien og i Nordamerika. Det er tornede buske med overhængende, grå grene og læderagtige blade. Blomsterne er regelmæssige og frugterne er saftige. Her omtales kun de arter, som er vildtvoksende i Danmark, eller som dyrkes her.
| Arter |

- Almindelig bukketorn (Lycium barbarum) synonym: Lycium halimifolium
- Bredbladet bukketorn (Lycium chinense)